# 1898 en rugby à XV
Les faits marquants de l'année 1898 en rugby à XV

## Événements

### Février
| Le 5 février à Richmond | Angleterre | 6 - 9 | Irlande |
| Le 19 février à Belfast | Irlande    | 0 - 8 | Écosse  |

### Mars
| Le 12 mars à Édimbourg | Écosse  | 3 - 3  | Angleterre     |
| Le 19 mars à Limerick  | Irlande | 3 - 11 | Pays de Galles |

### Avril
| Le 2 avril à Blackheath, Londres | Angleterre | 14 - 7 | Pays de Galles |

- Le Tournoi britannique de rugby à XV 1898 n'a pas été terminé en raison, comme l'année précédente, du boycott de l'équipe du pays de Galles par l'équipe d'Écosse pour des raisons de professionnalisme.

### Récapitulatifs des principaux vainqueurs de compétitions 1897-1898
- Le Stade français est champion de France de rugby (USFSA).
- Le Northumberland est champion des comtés anglais.
- La Western Province remporte le championnat d’Afrique du Sud des provinces, la Currie Cup.

## Naissances
- Création de la société Omnisports du Stade rochelais (Futur Stade rochelais)